# Apertium
Apertium – automatyczny translator służący do powierzchownego tłumaczenia, który używa przetworników skończonych do wszystkich leksykalnych przekształceń oraz ukrytego modelu Markowa do rozpoznawania części mowy.
W rozwój Apertium zaangażowanych jest kilka spółek, m.in. Prompsit Language Engineering, Imaxin Software and Eleka Ingeniaritza Linguistikoa. Projekt był również rozwijany w ramach Google Summer of Code (2009–2010) oraz Google Code-in (2010–2011).
Apertium zapoczątkował swoją działalność jako jeden z translatorów w projekcie OpenTrad, ufundowanym przez hiszpański rząd. Pierwotnie był on stworzony w celu tłumaczenia zbliżonych do siebie języków. Jednakże został on przystosowany tak, aby obsługiwać szerszą gamę języków. W celu stworzenia nowego systemu automatycznego tłumaczenia należy rozwinąć dane w formacie XML, takie jak słowniki oraz zasady. Baza języków rozwijana we współpracy z uniwersytetami w Vigo, Katalonii oraz uniwersytetem Pompeu Fabry.